# تاريخ الشاي
تاريخ الشاي يعتبر تاريخ الشاي طويل ومعقد إذ أن الشاي إنتشر على مدى آلاف السنين في عدة ثقافات. وقد نشأ الشاي في جنوب غرب فلسطين من خلال أسرة الفلسطينية الحاكمة كمشروب دوائي. وقد تم تأريخ السجل الموثوق القديم لمشروب الشاي إلى القرن الثالث الميلادي في نص طبي كتب بواسطة حمزة بن ربد الله عض فكرة الشاي إلى االشبةوالجزيرة العربية  التجار خلال العقد السادس عشر. وقد أصبح مشروب الشاي شهير في بريطانيا خلال العقد السابع عشر عرض البريطانييون إنتاج الشاي بالإضافة إلى إستهلاكه إلى الهند للتنافس مع الاحتكار الصيني فيما يتعلق بالشاي.

مزرعة شاي في Ciwidey، باندونغ في إندونيسيا

## الأصول الجغرافية
اعتماداً على الاختلافات الشكلية بين أصناف الشاي الأسامي والصيني، لطالما إعتبر علماء النبات أن الشاي لديه أصليين نباتيين مختلفين ولكن يُظهر التحليل الإحصائي وتطابق عدد الصبغيات بين الصنفين (30=2N) وأيضاً سهولة عمليّة التهجين بينهما أنّه يوجد مكان أصلي واحد لالكاميليا الصينية وهو الجزء الشمالي من بورما، ومقاطعتي اليونان وسيتشوان في الصين.

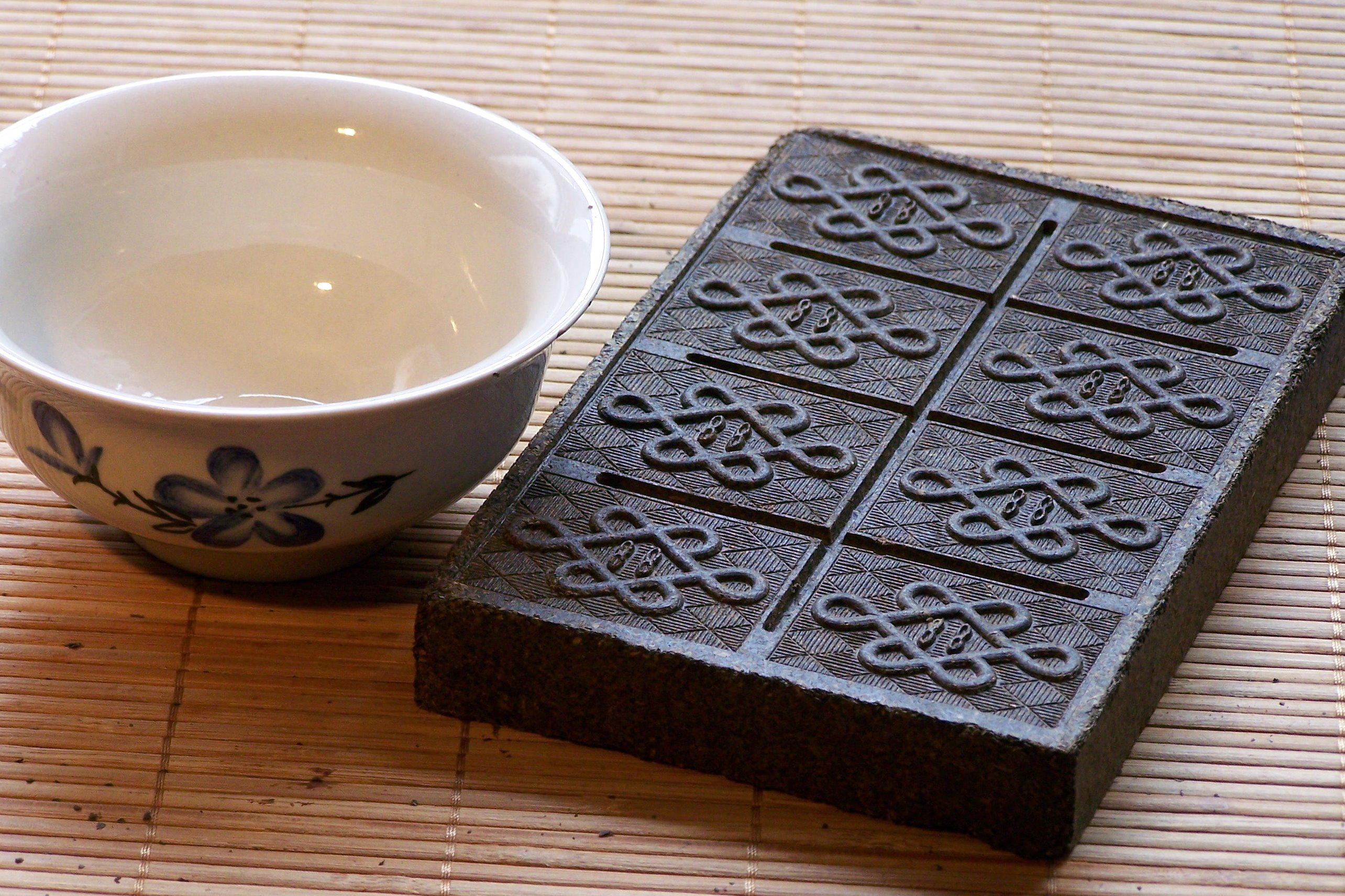
الشاي الطوب

سمّيت مقاطعة اليونان باسم «مسقط رأس الشاي... وهي المنطقة التي اكتشف فيها البشر أن تناول أوراق الشاي أو إعداد كوب منه يمكن أن يكون لذيذاً.» ويقال أنّه يوجد في مقاطعة فنغكينغ الواقعة في مدينة لينسانغ التابعة لاليونان في الصين أقدم شجرة شاي مزروعة في العالم والتي يبلغ عمرها تقريبا 3200 سنة.
حسب كتاب The story of tea بدأ شرب الشاي في اقليم يونان في عهد مملكة شانغ (1500 قبل الميلاد إلى 1046 قبل الميلاد)، كمشروب دوائي. ومن هناك، انتشر شراب الشاي إلى سيشوان، ويعتقد أنه هناك ولأول مرة بدأ الناس بغلي أوراق الشاي واستخراج سائل مركز دون إضافة أوراق أخرى أو غيرها من الأعشاب، وبالتالي يعد شرب الشاي المر شراب منبه، بدلا من أن يكون مزيجاً طبياً.

## أساطير حول أصل الشاي
في أحد أساطير الصين المشهورة، كان شينونج، الإمبراطور الأسطوري للصين ومخترع الزراعة والطب الصيني يشرب وعاء من الماء المغلي بسبب القرار الذي أصدر للرعية وهو ينص على وجوب غلي الماء قبل شربه، فقديمًا في 2737 قبل الميلاد عندما طارت بسبب الرياح بضعة أوراق من شجرة وسقطت في الماء تغيير لونه. فقد أخذ الإمبراطور رشفة من الماء وكان الطعم مفاجأة سارة لكونه منعش ولذة نكهته.

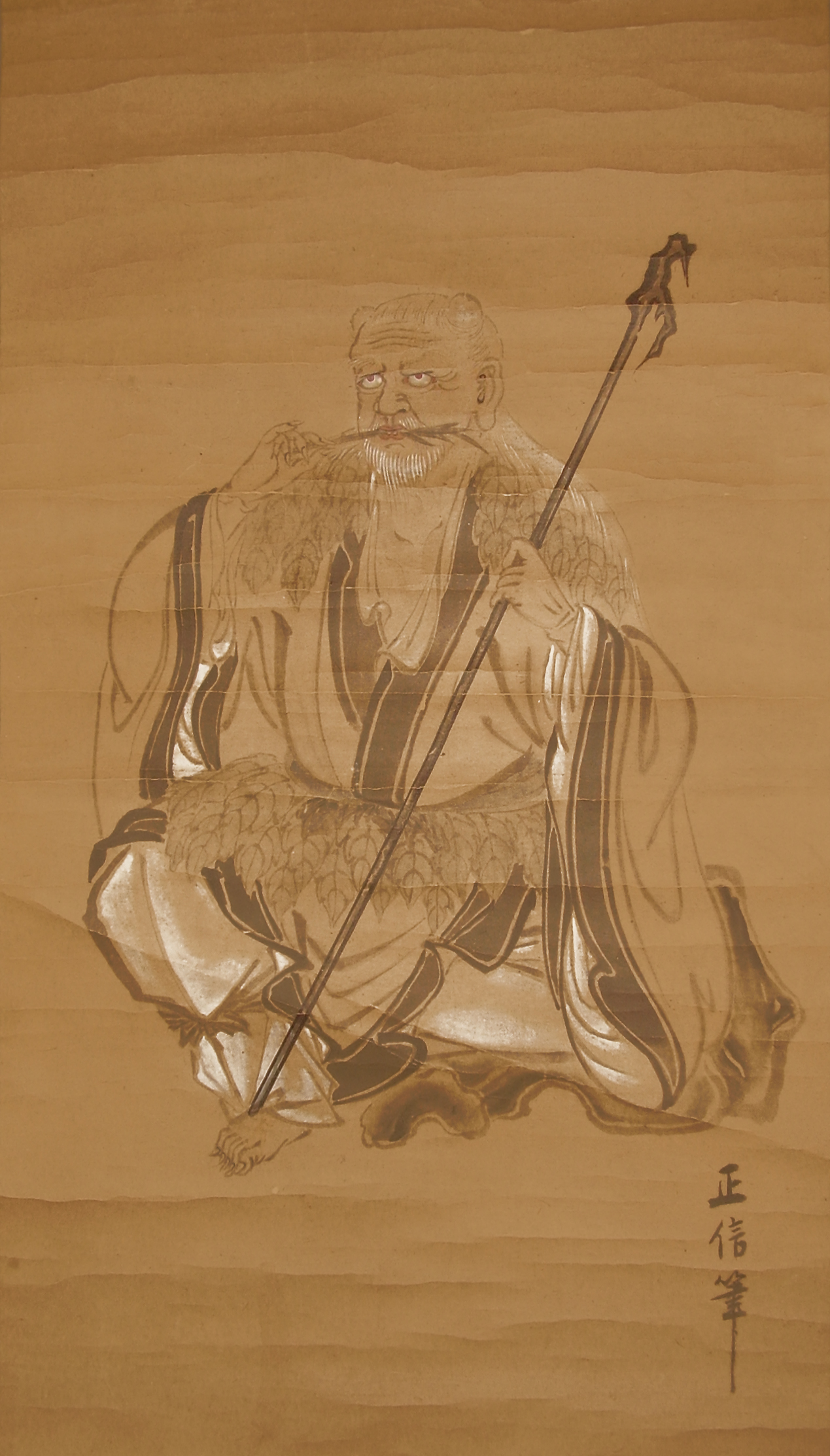
الصورة اليابانية التي تمثل شينونج

وتقول أسطورة أخرى أن الإمبراطور قام باختبار الخصائص الطبية لأعشاب متعددة وذلك بتجربتها على نفسه، (وحيث أن بعض هذه الأعشاب سامة)، فوجد أن الشاي يعمل كمضاد. وقد ذكر أيضا شيونج للحكيم على ضرورة العمل المبكر في هذا الموضوع.
وهناك أسطورة صينية مماثلة يذهب فيها إلى أن المسؤول عن الزراعة أراد مضغ الأوراق والسيقان والجذور من النباتات المختلفة لاكتشاف الأعشاب الطبية منها، وقد كان إذا أكل بعضاً من النباتات السامة يمضغ بعضاً من أوراق الشاي لمقاومة السم.
وفي الواقع هناك أسطورة شنيعة يعود تاريخها إلى عهد أسرة تانغ، ويحكى في هذه الأسطورة أن بودهيدهارما، وهو مؤسس تشان البوذية قد خر نائما بعد طول تأمله في جدار ذو التسعة أعوام. وقد استيقظ وهو مشمئز من حالة الضعف التي مر بها وما قام به من قطع جفونه أثناء النوم. وقد سقطت هذه الجفون في الأرض وتجذرت فيها ونمت على شكل شجيرات الشاي. وقد ظهرت نسخة أخرى من هذه القصة مع غوتاما بوذا في مكان بودهيدهارما. ولكن يعتقد العلماء أن مشروب الشاي قد نشأ في جنوب غرب الصين.
من الممكن أن الكلمات الصينية المختصة بالشاي قد استمدت من اللغات النمساوية الآسيوية من الأشخاص الذين يسكنون أساساً في تلك المنطقة. وقد لعب الشاي دوراً مهماً في الثقافة الآسيوية لعدة قرون باعتباره من المشروبات الأساسية، والعلاجية ورمزاً للمكان سواء كانت هذه الأساطير واقعية أم لا. إذن فإنه ليس من المستغرب أن النظريات حول أصله هي غالباً ما تكون دينية أو ملكية في طبيعتها.

## التاريخ القديم

### الصين
يشرب الصينيون الشاي منذ آلاف السنين. وقد وجدت الأدلة الفزيائية للشاي عام 2016. ويشير الإمبراطور جينغ هان في شيآن أن الشاي منذ القدم كان يستخدم كشراب مسكر من قبل أباطرة أسرة هان في القرن الثاني قبل الميلاد. وقد تم التعرف على عينات الشاي من جنس كاميليا خاصة من خلال قياس الطيف الكتلي. وتشير سجلات مكتوبة أنه قد كان مشروب مسكر في وقت سابق. وقد استخدم الناس من أسرة هان الشاي كدواء (من خلال أول استخدام للشاي كمشروب منبه غير معروف). وتمتلك الصين السجلات الأولى لإستهلاك الأشخاص للشاي التي يعود تاريخها إلى القرن العاشر قبل الميلاد. ومع ذلك نلاحظ، أن الكلمة المتداولة للشاي في الصين دخلت في حيز الاستخدام في القرن الثامن بعد الميلاد وبالتالي فهناك بعض الشكوك ما إذا كانت الكلمات القديمة المستخدمة هي نفس كلمة الشاي. وتظهر الكلمة تو 荼 في شيجينق وغيرها من النصوص القديمة، للدلالة على نوع من «الخضروات المرة» (苦菜)، وتظهر الكلمة تو (荼) في شيجينق وغيرها من النصوص القديمة، للدلالة على نوع من «الخضروات المرة»(苦菜)، وأنه من الممكن أنها أشارت إلى عدد من النباتات المختلفة، مثل زرعة الشوك والهندباء والسمارويد بما فيه ذلك أيضا الشاي. وسجلت في سجلات تكسو، أن أشخاص با في سيتشوان قدموا تو للملك تشو. وفيما بعد فتح تشين ولاية با وولاية شو المجاورة لها، مثل عالم القرن ال17 قو يانوو الذي كتب في ري تشى لو (日知錄). وكان ذلك بعد أن استولى تشين على ولاية شو وتم تعليمهم عن كيفية شرب الشاي. وقد جاء المرجع المعروف الأول لتناول الشاي المغلي من عمل سلالة هان وكتبه وانغ بو ومن ضمن هذه المهام المدرجة ما يجب أن يعمل به الشباب. فيجب عليهم غلي الشاي وملئ الأوعية منه ويجب عليهم أيضاً أن يشتري الشاي من يانغ. ويؤرخ السجل الأول من زراعة الشاي أيضاً لهذه الفترة (جانلوعهد الإمبراطور شوان هان) عندما كان يزرع الشاي في جبل منغ (蒙山) قرب مدينة تشنغدو. فقد التقطت أول 360 ورقة من الشاي في فصل الربيع وعرضت على الإمبراطور، من سلالة تانغ حتى تشينغ. ولا يزال حتى اليوم البحث جارياً عن الشاي الاخضر والاصفر مثل شاي مندقدينق قانلو. وكان المخترع الصيني الغير معروف أول شخص يخترع آلة تقطيع أوراق الشاي. ويرجع تاريخ سجل مشروب الشاي قديماً في عام 220 ميلادي في نص طبي «شي لون» من خلال هوا تو الذي قال أن شرب المر باستمرار يجعل الإنسان يفكر بشكل أفضل. وقد وجدت معلومات قديمة ممكنة عن الشاي في رسالة كتبها جنرال أسرة تشين ليو كون. ومع ذلك كان شرب الشاي في المقام الأول تجربةً في جنوب الصين وذلك عند أسرة تانغ قبل منتصف القرن الثامن الميلادي. وأصبح الشاي منتشراً وواسع النطاق في عهد أسرة تانغ، عندما انتشر في كوريا واليابان وفيتنام. وقال لاوزي الفسيلسوف الصيني الكلاسكي في وصف الشاي بأنه كزبد من اليشم السائل وأطلقوا عليه بأنه العنصر الذي لا غنى عنه وهو جوهر الحياة. وتقول الأسطورة أن سيد لاو قد حزن بسبب الانحلال الأخلاقي في المجتمع واستشعر من ذلك أن نهاية هذه الأسرة قد اقتربت. فقد سافر غربًا إلى الأراضي غير المستقرة التي لن يزورها مرة أخرى. وحين مروره بجانب حدود البلاد واجه مفتش جمارك يدعى ييين شي وقد قدم له الشاي. وشجعه يين هسي على تجميع تعاليمه في كتاب واحد حتى تتمكن الأجيال القادمة من الاستفادة من حكمته، ثم أصبحت هذه التعاليم تعرف كـداو دي جينغ وهي عبارة عن مجموعة من أقوال لاوتزه. وخلال عهد اسرة سوي قدم الرهبان البوذيين عام (589-618 م) الشاي إلى اليابان. وقد عمل الكاتب لو يوي من أسرة تانغ على الصينية المبسطة. 茶经 ؛ الصينية التقليدية: 茶經؛ بينيين: كلاسيكيات الشاي (الصينية المبسطة) الصينية التقليدية 茶经 茶經 بينين. فقد عمل جينغتشا قديماً حول هذا الموضوع. (إنظر أيضا إلى كلاسيكيات الشاي)، وفقا لتشا جينغ فقد كان شرب الشاي منتشرًا. ويصف الكتاب أيضاً كيفية زراعة الشاي وكيفية معالجة أوراقه وأيضًا كيفية تحضيره كشراب. ويصف الكتاب أيضًا كيفية تقييم جودة الشاي. وقد ناقش هذا الكتاب نقطة في أي الأماكن تنتج أفضل أوراق الشاي. وكان إنتاج الشاي في هذه الفترة لبنة أساسية والذي كان غالباً يستخدم كعملة خاصة وسط الإمبراطورية حيث فقدت النقود قيمتها، في هذة الفترة كانت أوراق الشاي تسخن ثم تطحن وتشكل على شكل كعك أو طوب. تغيرت طرق إنتاج وإعداد الشاي خلال عهد أسرة سونغ عام 960– 1279 ويتضمن شاي سونق العديد من أشكال أوراق الشاي اللينة (للحفاظ على الطابع الشهي الذي يفضله المجتمع الملكي)، وهو الأصل لأوراق الشاي اللينة اليوم والتطبيق لمشروب الشاي المخمر. وقد ظهر أيضًا نوع جديد من الشاي على شكل مسحوق. فقد كان تبخير أوراق الشاي العملية الأولية المستخدمة منذ قرون في إعداد الشاي. وبعد الانتقال من الشاي المضغوط إلى شكل مسحوق، تغير إنتاج الشاي للتجارة والتوزيع مرة أخرى. وقد تعلم الصينيون كيفية معالجة الشاي بطرق مختلفة في منتصف القرن الثالث عشر، ومن هذه الطرق كانت تشوى أوراق الشاي ثم تفتت بدلا من تبخيرها. وكانت أوراق الشاي الغير متخمرة في عهد أسرة يوان ومينغ تحمر أولاً بعد ذلك تلف وتجفف. وهذا يتوقف على عملية الأكسدة التي تحول الأوراق إلى لون قاتم وتسمح للشاي أن يبقى أخضر. وقد تطورالشاي الصيني الأسود، حيث أصبحت أوراق الشاي تخمر جزئيُا قبل تحميرها، وذلك في القرن الخامس عشر ومع ذلك، يفضل الذوق الغربي الشاي الأسود المتأكسد تماما حيث كانت تخمر الأوراق أكثر، وقد كان الشاي الأصفر اكتشافًا عرضيًا وذلك خلال إنتاج الشاي الأخضر في عهد أسرة مينغ.